# Winter-Harvest
Winter-Harvest is een muziekalbum van The Golden Earrings uit april 1967.
The Golden Earrings maakten enorme progressie sinds het debuut Just Ear-rings. Winter-Harvest kent meer diepgang, meer spitsvondige melodieën dan zijn voorganger, zoals op Another Man in Town en de semiklassieker uit de eerste periode: Smoking Cigarettes. Opvallende ballads zijn Tears and Lies en You Break My Heart. Dream lonkt zelfs naar Motown: het nummer lijkt opmerkelijk veel op You Can't Hurry Love van The Supremes, de 'break' incluis. De single van het album was In My House, op het album is Cees Schrama op orgel heel duidelijk te horen en Peter de Ronde was intussen bij gebrek aan talent met zachte hand de band uit gewerkt.

## Nummers
1. Another Man in Town (2.21)
2. Smoking Cigarettes (2.19)
3. In My House (3.57)
4. Don't Wanna Loose That Girl (2.14)
5. Impeccable Girl (2.14)
6. Tears and Lies (1.59)
7. You've Got the Intention to Hurt Me (3.06)
8. Dream (2.38)
9. You Break My Heart (1.59)
10. Baby Don't Make Me Nervous (2.23)
11. Call Me (2.16)
12. Happy and Young Together (2.03)
13. Lionel the Miser (2.28)
14. There Will Be a Tomorrow (2.18)

## Bezetting
- George Kooymans - gitaar, zang
- Rinus Gerritsen - basgitaar, piano
- Jaap Eggermont - drums
- Frans Krassenburg - zang
- Cees Schrama - piano, orgel, vibrafoon

## Productie
- Producer - Fred Haayen
- Geluidstechnicus - Jan Audier
- Fotografie - Herman Kooymans

Discografie